# 연연풍진
연연풍진(戀戀風塵: Dust In The Wind)은 대만에서 제작된 허우 샤오시엔 감독의 1986년 영화이다. 왕정문 등이 주연으로 출연하였다.

## 출연

### 주연
- 왕정문
- 신수분